# Тоцкий район
То́цкий райо́н — административно-территориальная единица (район) и муниципальное образование (муниципальный район) в Оренбургской области России.
Административный центр — село Тоцкое.

## География
Район расположен на западе области, площадь территории — 3113 км².
Крупнейшей рекой района является Самара с притоками Погромка, Сорока, Сорочка, Елшанка, Маховка. На юге района — река Бузулук.
Высшая точка района — гора Петровская Шишка (235 м).

## История
Район образован в 1934 году. 3 апреля 1959 года к нему был присоединён Свердловский район.

## Население
| 2002    | 2003    | 2004    | 2009    | 2010    | 2012    | 2013    | 2014    | 2015    |
| ------- | ------- | ------- | ------- | ------- | ------- | ------- | ------- | ------- |
| 41 332  | ↘41 300 | →41 300 | ↘40 172 | ↘32 866 | ↘32 109 | ↗32 129 | ↘31 907 | ↘31 616 |
| 2016    | 2017    | 2018    | 2019    | 2020    | 2021    |         |         |         |
| ↗31 787 | ↗31 802 | ↘31 591 | ↘31 268 | ↘31 082 | ↗32 231 |         |         |         |

## Территориальное устройство
Тоцкий район как административно-территориальная единица области включает 18 сельсоветов. В рамках организации местного самоуправления, Тоцкий муниципальный район включает соответственно 18 муниципальных образований со статусом сельских поселений (сельсоветов):
| №  | Муниципальное образование   | Административный центр    | Количество населённых пунктов | Население (чел.) | Площадь (км²) |
| -- | --------------------------- | ------------------------- | ----------------------------- | ---------------- | ------------- |
| 1  | Богдановский сельсовет      | село Богдановка           | 3                             | ↘576             | 142,68        |
| 2  | Верхнебузулукский сельсовет | посёлок Верхнебузулукский | 5                             | ↘425             | 181,36        |
| 3  | Зареченский сельсовет       | село Тоцкое Второе        | 1                             | ↘12 825          | 248,85        |
| 4  | Злобинский сельсовет        | село Злобинка             | 3                             | ↘257             | 84,91         |
| 5  | Кирсановский сельсовет      | село Кирсановка           | 1                             | ↘1354            | 114,53        |
| 6  | Ковыляевский сельсовет      | село Ковыляевка           | 1                             | ↘250             | 94,41         |
| 7  | Малоремизенский сельсовет   | село Малая Ремизенка      | 3                             | ↘324             | 119,81        |
| 8  | Медведский сельсовет        | село Медведка             | 1                             | ↘355             | 66,81         |
| 9  | Молодёжный сельсовет        | посёлок Молодёжный        | 1                             | ↘513             | 39,10         |
| 10 | Павло-Антоновский сельсовет | село Павло-Антоновка      | 2                             | ↘546             | 136,27        |
| 11 | Погроминский сельсовет      | село Погромное            | 4                             | ↘1005            | 144,39        |
| 12 | Преображенский сельсовет    | село Преображенка         | 2                             | ↘181             | 111,48        |
| 13 | Пристанционный сельсовет    | посёлок Пристанционный    | 2                             | ↘1445            | 8,69          |
| 14 | Приютинский сельсовет       | село Приютное             | 2                             | ↘290             | 121,42        |
| 15 | Саиновский сельсовет        | село Саиновка             | 1                             | ↘111             | 48,43         |
| 16 | Свердловский сельсовет      | посёлок Свердлово         | 8                             | ↘1052            | 529,21        |
| 17 | Суворовский сельсовет       | посёлок Суворовский       | 9                             | ↘1101            | 588,59        |
| 18 | Тоцкий сельсовет            | село Тоцкое               | 3                             | ↗8300            | 332,04        |

### Населённые пункты
В Тоцком районе 51 населённый пункт.
| №  | Населённый пункт  | Тип          | Население | Муниципальное образование   |
| -- | ----------------- | ------------ | --------- | --------------------------- |
| 1  | Амерханово        | село         | 143       | Богдановский сельсовет      |
| 2  | Биккулово         | село         | 37        | Верхнебузулукский сельсовет |
| 3  | Богдановка        | село         | 584       | Богдановский сельсовет      |
| 4  | Большая Ремизенка | село         | 52        | Малоремизенский сельсовет   |
| 5  | Верхнебузулукский | посёлок      | 379       | Верхнебузулукский сельсовет |
| 6  | Воробьёвка        | село         | 0         | Погроминский сельсовет      |
| 7  | Глубинный         | посёлок      | 11        | Суворовский сельсовет       |
| 8  | Городок Третий    | посёлок      | 200       | Пристанционный сельсовет    |
| 9  | Дальний           | посёлок      | 0         | Суворовский сельсовет       |
| 10 | Дружный           | посёлок      | 124       | Суворовский сельсовет       |
| 11 | Елховка           | село         | 1         | Злобинский сельсовет        |
| 12 | Жидиловка         | село         | 276       | Погроминский сельсовет      |
| 13 | Загорье           | посёлок      | 24        | Верхнебузулукский сельсовет |
| 14 | Задорожный        | посёлок      | 246       | Свердловский сельсовет      |
| 15 | Злобинка          | село         | 326       | Злобинский сельсовет        |
| 16 | Казанка           | посёлок      | 39        | Суворовский сельсовет       |
| 17 | Кзыл-Мечеть       | село         | 163       | Свердловский сельсовет      |
| 18 | Кирсановка        | село         | ↘1354     | Кирсановский сельсовет      |
| 19 | Ковешинка         | село         | →0        | Злобинский сельсовет        |
| 20 | Ковыляевка        | село         | ↘250      | Ковыляевский сельсовет      |
| 21 | Крыловка          | посёлок      | 0         | Свердловский сельсовет      |
| 22 | Кубанка           | посёлок      | 10        | Суворовский сельсовет       |
| 23 | Кундузлутамак     | село         | 2         | Свердловский сельсовет      |
| 24 | Логачёвка         | село         | ↘269      | Суворовский сельсовет       |
| 25 | Любимовка         | посёлок      | 207       | Свердловский сельсовет      |
| 26 | Малая Ремизенка   | село         | 377       | Малоремизенский сельсовет   |
| 27 | Мананниково       | село         | ↘209      | Суворовский сельсовет       |
| 28 | Марковка          | село         | 155       | Приютинский сельсовет       |
| 29 | Медведка          | село         | ↘355      | Медведский сельсовет        |
| 30 | Молодёжный        | посёлок      | ↘513      | Молодёжный сельсовет        |
| 31 | Мулюково          | село         | 69        | Малоремизенский сельсовет   |
| 32 | Набережный        | посёлок      | 298       | Свердловский сельсовет      |
| 33 | Невежкино         | село         | ↘288      | Павло-Антоновский сельсовет |
| 34 | Некрасовский      | посёлок      | 125       | Верхнебузулукский сельсовет |
| 35 | Николаевка        | село         | 8         | Преображенский сельсовет    |
| 36 | Ново-Васильевка   | посёлок      | 239       | Свердловский сельсовет      |
| 37 | Новые Пруды       | посёлок      | 0         | Суворовский сельсовет       |
| 38 | Павло-Антоновка   | село         | ↘386      | Павло-Антоновский сельсовет |
| 39 | Первое Мая        | посёлок      | 204       | Тоцкий сельсовет            |
| 40 | Погромное         | село         | 702       | Погроминский сельсовет      |
| 41 | Погромное         | ж.д. станция | 261       | Погроминский сельсовет      |
| 42 | Преображенка      | село         | 268       | Преображенский сельсовет    |
| 43 | Пристанционный    | посёлок      | 1310      | Пристанционный сельсовет    |
| 44 | Приютное          | село         | 254       | Приютинский сельсовет       |
| 45 | Рябинный          | посёлок      | 109       | Верхнебузулукский сельсовет |
| 46 | Саиновка          | село         | ↘111      | Саиновский сельсовет        |
| 47 | Сайфутдиново      | деревня      | 75        | Богдановский сельсовет      |
| 48 | Свердлово         | посёлок      | 400       | Свердловский сельсовет      |
| 49 | Суворовский       | посёлок      | 824       | Суворовский сельсовет       |
| 50 | Тоцкое            | село         | ↗7892     | Тоцкий сельсовет            |
| 51 | Тоцкое Второе     | село         | ↘12 825   | Зареченский сельсовет       |

### Упразднённые населённые пункты
- В 2024 г. хутор Сорочка включен в состав села Тоцкого.

## Экономика
В районе дислоцируется 21-я гвардейская мотострелковая бригада. Также на территории района находятся аэродром и Тоцкий полигон, на котором 14 сентября 1954 года были проведены Тоцкие войсковые учения — советские войсковые тактические учения под руководством маршала Жукова с применением ядерного оружия (кодовое название — «Снежок»).
Общественно-политическую жизнь района освещают печатные и электронные СМИ: Вестник муниципального образования Тоцкий район, Тоцкая общественно-политическая газета "АВАНГАРД", сетевое издание Тоцкого района "Авангард", газета и сетевое издание «Тоцкая крепость».